# Kirinua
Genre
Kirinua est un genre d'araignées aranéomorphes de la famille des Symphytognathidae.

## Distribution
Les espèces de ce genre sont endémiques de Chine. Elles se rencontrent au Guangxi et au Guangdong.

## Liste des espèces
Selon World Spider Catalog (version 25.0, 12/07/2024) :
- Kirinua jinlong He, Liu, Zhu & Guo, 2024
- Kirinua maguai S. Q. Li & Lin, 2021
- Kirinua yangshuo S. Q. Li & Lin, 2021
- Kirinua zhengqi Lin & Li, 2024

## Systématique et taxinomie
Ce genre a été décrit par Li et Lin en 2021 dans les Symphytognathidae.

## Étymologie
Ce genre est nommé en référence au Qilin.

## Publication originale
- Li, Li & Lin, 2021 : « Taxonomic study on fourteen symphytognathid species from Asia (Araneae, Symphytognathidae). » ZooKeys, no 1072, p. 1-47 (texte intégral).